# Bromelia arubaiensis
Bromelia arubaiensis är en gräsväxtart som beskrevs av Pierre Leonhard Ibisch och Roberto Vásquez. Bromelia arubaiensis ingår i släktet Bromelia och familjen Bromeliaceae.
Artens utbredningsområde är Bolivia. Inga underarter finns listade i Catalogue of Life.